# Cafauro
Nella mitologia greca, Cafauro (in greco antico: Κάφαυρος) era un pastore figlio di Garamante e di una ninfa lacustre.

## Etimologia
Il nome "Cafauro" deriva dalla canfora, che non cresce in Libia; la storia rimane comunque plausibile, viste le scarse conoscenze geografiche dei mitografi.

## Nella mitologia
Cafauro, discendente di Acacallide e di Apollo, pascolava come sempre con il suo gregge in Libia, quando Canto, un argonauta che, come gli altri, era rimasto senza cibo, affamato cercò di sottrargliene un paio.
Accortosi del tentativo del furto, Cafauro assalì Canto e lo uccise. Gli altri argonauti, appena si resero conto dell'omicidio, vendicarono subito l'amico, uccidendo il pastore.